# Libéralisme théologique
Le libéralisme théologique désigne divers courants de pensée religieux influencés par des idées libérales ou s'efforçant dans une certaine mesure de réinterpréter librement les doctrines religieuses : catholicisme libéral, protestantisme libéral, judaïsme libéral, islam libéral.

## Christianisme libéral

### Protestantisme libéral
Le protestantisme libéral est un courant du protestantisme, qui met l'accent sur la lecture critique des textes bibliques et « le souci de se « libérer » des contraintes du dogme et de l’institution, ainsi que des pesanteurs sociologiques qui, fatalement ont tendance à les figer et à les rigidifier ».

## Islam libéral
L'islam connut aussi une crise moderniste que la colonisation  franco-britannique et les régimes nationalistes et dictatoriaux ne laissèrent pas se déployer. La plupart des penseurs modernistes au sens où l'on entend crise moderniste dans le christianisme occidental durent se réfugier en Occident et, pour bon nombre d'entre eux, face aux difficultés de la vie, furent réduits au silence. En septembre 2002, la publication de Modernist Islam, 1840-1940 par Charles Kurzman a remis en lumière  un grand nombre de penseurs inconnus en Occident et méconnus du Dar el Islam du fait des régimes compromis avec les colonisateurs ou dictatoriaux issus des décolonisations, dans un monde musulman peu propice à la réflexion dans la mesure où l'argent du pétrole saoudien avantage le wahhabisme.